# Izabella Barcińska
Izabella Barcińska (ur. 9 lipca 1811 w Warszawie, zm. 3 czerwca 1881 tamże) – polska pisarka, siostra Fryderyka Chopina.

## Życiorys
Urodziła się w 1811 w Warszawie jako trzecie dziecko Mikołaja Chopina i Justyny z Krzyżanowskich.
Podobnie jak rodzeństwo otrzymała staranne wykształcenie i wychowanie. Gry na fortepianie uczył ją Wojciech Żywny. Wykazywała również talenty literackie, prawdopodobnie pomagała siostrom w napisaniu książki dla dzieci „Ludwik i Emilka”.
Po upadku powstania listopadowego zaangażowała się w działalność patriotyczną, dołączając wraz z siostrą Ludwiką do Związku Patriotycznego Dobroczynności Pań Polskich.
W 1834 wyszła za mąż za Feliksa Antoniego Barcińskiego, profesora matematyki Gimnazjum Wojewódzkiego. Początkowo mieszkali przy ulicy Elektoralnej, później zaś kupili kamieniczkę przy ul. Nowy Świat w Warszawie, gdzie przeprowadzili się również państwo Chopinowie.
W 1836 wydano jej książkę napisaną wspólnie z siostrą Ludwiką, „Pan Wojciech, czyli wzór pracy i oszczędności”. Później Izabella pracowała między innymi w Zakładzie Sierot i Ubogich Dzieci Warszawskiego Towarzystwa Dobroczynności i Dozoru Szkoły Instytutowej, Domu Przytułku i Pracy oraz Domu Przytułku dla Niemowląt, była również opiekunką Zakładów Sierot i Sal Ochrony.
Po śmierci ojca opiekowała się owdowiałą matką, a później także dziećmi swojej przedwcześnie zmarłej siostry Ludwiki. Zajmowała się również spuścizną po Fryderyku.
W 1863 żołnierze pułku litewskiego w odwecie za próbę zamachu na carskiego gubernatora zdemolowali mieszkania w kamienicy Zamoyskich, w której mieszkała, a dobytek wyrzucili przez okna i spalili. Przepadło wtedy wiele pamiątek po Fryderyku, między innymi fortepian, na którym grał podczas pobytu w Warszawie.
Izabella zmarła 3 czerwca 1881. Została pochowana na Cmentarzu Powązkowskim w Warszawie.